# Концепция истории белорусской государственности
Концепция истории белорусской государственности — элемент национально-государственной идеологии и исторической политики Белоруссии.
Концепция разработана Институтом истории НАН Беларуси и представлена в 2018 году.
В трактовке белорусская государственность рассматривается как неразрывное целое, имевшее воплощение в исторических (Киевская Русь, Полоцкое и Туровское княжества, Великое Княжество Литовское, Речь Посполитая, Российская империя) и национальных (Белорусская Народная Республика, Социалистическая Советская Республика Беларусь, Литовско-Белорусская Советская Социалистическая Республика, Белорусская Советская Социалистическая Республика, Республика Беларусь) формах.

## История
В 2018 году была опубликована Концепция истории белорусской государственности, разработанная в Институте истории НАН Беларуси. Согласно ей, государственность как концепт исторической науки есть «потенциальная способность этнонациональной общности и её элиты, обеспечивающая право и возможность длительного самостоятельного исторического существования и развития». Государство же представляется как конкретно-историческое воплощение государственности, совокупность государствообразующих факторов. Опираясь на данный документ, в 2018—2020 годах вышел пятитомник «История белорусской государственности», подготовленным коллективом Института истории Национальной академии наук Белоруссии. Главным редактором выступил А. А. Коваленя, доктор исторических наук, профессор, член-корреспондент НАН РБ, академик-секретарь отделения гуманитарных наук и искусств Национальной академии наук Беларуси.
В истории белорусской государственности выделяются три значимых периода: догосударственный (от заселения территории Беларуси до середины IX века); период исторических форм государственности (вторая половина IX — начало XX века); период национальных форм государственности (начало ХХ — начало XXI века). В первом томе анализируются события и результаты развития за самый длительный отрезок времени — с древнейших времён и до конца XVIII в., то есть от заселения территории Белоруссии и по разделы Речи Посполитой и вхождение белорусских земель в состав Российской империи. Второй том посвящён выявлению процесса оформления государственно-правового статуса белорусских земель в составе России, анализу зарождения белорусской национально-государственной идеи и белорусского национального движения. В третьем томе рассматриваются главные вехи истории становления и развития белоруской национальной государственности с февраля 1917 по сентябрь 1939 года. Четвёртый том посвящён Второй мировой и Великой Отечественной войнам, а также восстановлению и укреплению государствообразующих процессов (1939—1953). Пятый том описывает события с 1953 года до современности.

## Описание
Белорусская государственность рассматривается как неразрывное целое, имевшее воплощение в исторических и национальных формах. Первые относятся не только к белорусскому, но и другим народам, и могли представлять собой полиэтнические образования. В их рамках постепенно формировалась, несмотря на различные трудности, государственность белорусского народа. В сущности вторых заложено национальное содержание титульного этноса. К историческим формам были отнесены Киевская Русь, Полоцкое и Туровское княжества, Великое Княжество Литовское, Речь Посполитая, Российская империя. Среди национальных названы Белорусская Народная Республика, Социалистическая Советская Республика Беларусь, Литовско-Белорусская Советская Социалистическая Республика, Белорусская Советская Социалистическая Республика, Республика Беларусь.
Начальный этап оформления государственности на современной территории страны возводится к IX и X векам — временам Полоцкого и Туровского княжеств. Отмечается, что формирование и утверждение политической системы с самостоятельными княжескими династиями совпадает с аналогичными процессами, протекавшими и у других европейских народов. Особое внимание уделяется Полоцку, который вместе с Новгородом и Киевом выступал одним из ключевых центров восточных славян, сыграв ключевую роль в дальнейшем развитии государственности на белорусских землях.
Великое Княжество Литовское названо державой, созданной предками как белорусов, так и литовцев (см. Центристская концепция). Подчёркивается, что к общегосударственному управлению активно привлекались представители знати с территорий современной Белоруссии, а языком государственного делопроизводства выступал старобелорусский. Вместе с тем в результате сложных социально-экономических, политических и этнических процессов, которые происходили на белорусских землях в XIV-XVII веках, сформировалась самостоятельная этносоциальная общность — белорусская народность. Она имела свою историческую территорию, право, язык, правящую элиту, этническое самосознание, духовно-культурные ценности и общность хозяйственной жизни.
Речь Посполитая на начальном этапе существования названа конфедерацией Королевства Польского и Литвы, которая постепенно эволюционировала в федерацию. Как заявлено, были созданы условия для постепенной сословной интеграции польского и белорусско-литовского шляхетства. Перенимая польские институты политической и общественной организации, культуру и язык, всё больше обращаясь к «польщизне», белорусское (а также литовское) шляхетство встало на путь ассимиляции. В результате произошла социальная дезинтеграция, что в итоге привело к упадку и регрессу культуры, существенно замедлило национальное развитие белорусов.
Период нахождения Белоруссии в составе Российской империи (конец XVIII — начало ХХ в.) охарактеризован как «эпоха формирования исторических предпосылок объективного и субъективного характера, которые обусловили возможность реализации национальной государственности». После провалов восстаний 1794, 1830—1831, 1863—1864, направленных на восстановление Речи Посполитой, «молодая белорусская национальная элита осознала необходимость добиваться реализации права своего народа на самостоятельное историческое существование». Заявлено, что консолидация белорусов в отдельную нацию была объективным и закономерным результатом социальных и геополитических процессов в период индустриальной цивилизации. Одновременно с нацией формировался белорусский литературный язык, оказавший важное влияние на развитие национального самосознания и культуры. Переломным моментом в политической жизни белорусских земель названа Первая мировая война, резко обострившая национальный вопрос.
Согласно концепции, решения I Всебелорусского съезда, состоявшегося в декабре 1917 года, засвидетельствовали готовность общества к построению национального государства. Провозглашённая позже Белорусская Народная Республика хоть и была практическим шагом к реализации этой идеи, но из-за неблагоприятных обстоятельств, прежде всего геополитического характера, не смогла добиться суверенитета. Белорусская Народная Республика как государство не состоялась. Тем не менее, как утверждалось, «с её провозглашением вопрос белорусской государственности вошёл в повестку дня европейской геополитики».
Построение государства на советской основе оказалось более успешным. Важным этапом дальнейшего успешного развития белорусской государственности был период вхождения в СССР. Результатом советского периода было то, что белорусская государственность приобрела геополитический вес и реальный социально-экономический базис. Особенно подчёркивается тот факт, что БССР стала одним из основателей ООН. В составе СССР, по заявлению авторов, страна выросла в индустриально развитую республику.

## Критика
Белорусские критики концепции Л. Криштапович (доктор филологических наук) и В. Козляков (доктор исторических наук) в совместной статье «Квазиистория под видом истории белорусской государственности» (2019) писали, что посредством её белорусскому обществу навязывается «польско-шляхетский взгляд» на историю, в соответствии с которым исторический путь Белоруссии никак не вписывается в логику развития «Русской цивилизации», «Русского мира».
В частности, Криштапович и Козляков раскритиковали авторов в том, что концепция смешивает историю народа с историей государственности. По отдельным периодам они отметили:
- О Полоцком княжестве говорится как об исторической форме белорусской государственности, но умалчивается о тождестве государственности Полоцкого княжества с государственностью, например, Чернигова, Рязани и других[13];
- В Великом княжестве Литовском установилась власть «антирусской политической номенклатуры», которая не имела ничего общего с белорусской ментальностью. В качестве примера учёные привели случай дискриминации православных со стороны католиков. Свою позицию они подкрепляли ссылками на литовских и советских историков, которые считали, что государство было исключительно литовским[14];
- БНР, по их мнению, никакого отношения к белорусскому национальному самосознанию и белорусской государственности не имеет, поскольку представляла собой «антибелорусский проект антибелорусских деятелей». С их слов, государство было фактически марионеточном образованием, которое должно было быть «инструментом политики Запада против России»[15].

Российский историк В. Гудименко заявил, что речь идёт об искусственном изобретении исторической традиции. В то же время, со слов учёного, в отличие от Украины, в Белоруссии «следует говорить не о заведомой фальсификации истории, а скорее о тенденциозной интерпретации реальных исторических фактов». Главной задачей концепции, по мнению Гудименко, стало обосновать возникший в результате распада Советского Союза государственно-политический разлом между Россией и Белоруссией.
Российское государственное СМИ EurAsia Daily обозначило данную трактовку как «националистическую». Отмечено, что населению не разъясняют, в чём разница между историей белорусского государства и формами государственности на нынешних белорусских землях. В итоге, по мнению медиа, формируется миф о «тысячелетней истории белоруской государственности», который трактуется как якобы бесспорный научный факт.